# René Le Honzec
 (mai 2019).
Si vous disposez d'ouvrages ou d'articles de référence ou si vous connaissez des sites web de qualité traitant du thème abordé ici, merci de compléter l'article en donnant les références utiles à sa vérifiabilité et en les liant à la section « Notes et références ».
René Le Honzec, né en 1951, est un dessinateur français.

## Biographie

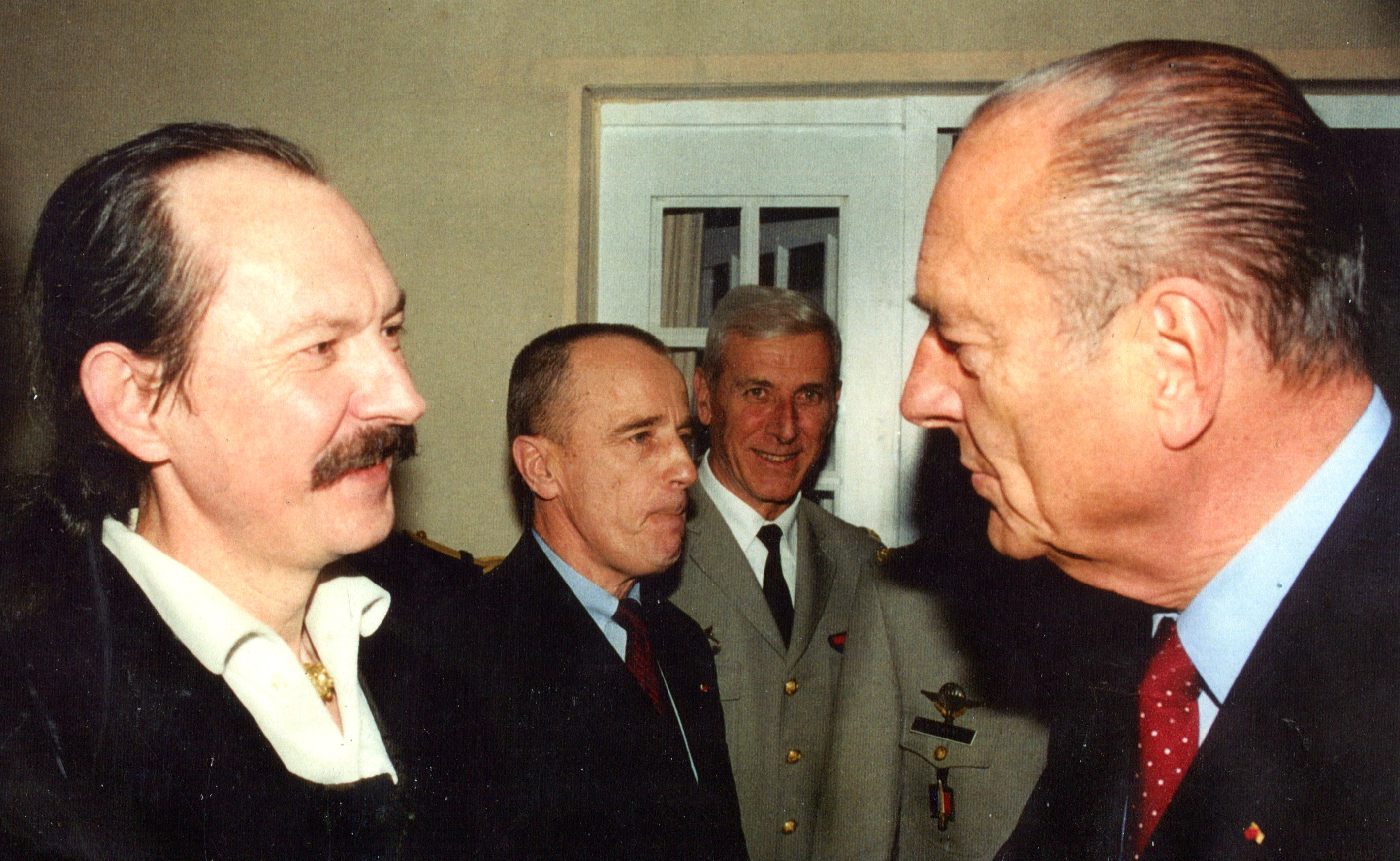
René Le Honzec Félicité par le Président Jacques Chirac pour son album Saint-Cyr 200 ans d'Histoire commandé à l'occasion du Bicentenaire des Écoles.

Juriste de formation, René Le Honzec est un dessinateur et historien autodidacte. À partir de 1990, il anime des séminaires d'entreprise (pour Bouygues Telecom Ouest en 1998-1999, par exemple) et des revues internes (Balise, CCI Morbihan, par exemple). Il a également été auteur-metteur en scène de son et lumière pour un spectacle consacré à Conomor en 1994-1998. Il dessine l'actualité politique avec le quotidien La Liberté du Morbihan de 1982 à 1986.
Son premier album édité est Corseul 1986 ; il retrace l'histoire la l'ancienne capitale des Coriosolites à la demande de la municipalité.
L'un de ses principaux personnages de bande dessinée, appartenant au domaine humoristique, est Torr’Pen, né dans la revue Breizh (en breton vannetais) en 1979. Par la suite, il anime la revue Chasser en Bretagne (en français) et deux cédéroms sur la nature diffusés dans les écoles primaires. Un premier album C'est beau chez vous, distinct des chasseurs, paraît en juin 2006, un second Un été de Breizh paraît en novembre de la même année, puis vient un troisième, Et en hiver qu'est-ce que vous faites ? racontant les aventures humoristiques des habitants de la paroisse de Torr'Pen, Kerfars. La collaboration avec les chasseurs se poursuit jusqu'en 2018.
René Le Honzec a aussi travaillé dans le domaine de la pub, du logo, de la BD éducative (campagne Groupama en 1986-1989), des séminaires de cadres dans le début des années 90, mais son activité principale, à partir de 1989, est la BD historique, Vendée. Il publie ensuite Chouannerie aux éditions Fleurus en 1988-89 ; trois tomes de l’Histoire des Troupes de Marine aux éditions Mémoire d'Europe, 10 tomes de l’Histoire de Bretagne - série reprise intégralement par le quotidien Ouest-France en 1999-2000 et 24 tomes prévus pour l’Histoire de France. Les deux dernières séries sont écrites en commun avec Reynald Secher et publiées par la maison d'éditions de ce dernier (RSE).
En conflit sur l'identité de l'auteur du scénario de l’Histoire de Bretagne, René Le Honzec et Reynald Secher passent devant les tribunaux le 14 mars 2006,. La série l'Histoire de France est arrêtée au bout de trois tomes puis reprise avec un autre scénariste.
René Le Honzec est attaqué en 1999 par le journal libertaire satirique nantais La Lettre à Lulu qui qualifiait l'Histoire de Bretagne de « bande aussi mal dessinée qu'ouvertement révisionniste ». La Lettre à Lulu reprend alors un article de Serge Garde de 1999 indiquant la collaboration de René le Honzec à l'hebdomadaire Minute pendant cinq ans sous le pseudonyme de Torr' Pen,.
En 2006-2007 paraissent trois albums humoristiques relatant les aventures de Torr'Pen.
Les albums Histoire des Troupes de Marine en trois tomes sont rééditées aux éditions du Triomphe à partir de 2015 ainsi que L'Histoire de Saint-Cyr.
Il travaille depuis 2009 pour le média libéral en ligne  Contrepoints avec des dessins d'actualité et d'illustrations des articles.
En novembre 2018 paraît aux éditions Ar Gédour l'album Keranna, Histoire de Sainte Anne d'Auray, qui retrace l'histoire de ce sanctuaire breton qui a vu l'apparition de Sainte Anne au Breton Yves Nikolazig en 1625 des origines à nos jours.
En janvier 2020 paraît aux éditions Atlande (Paris) une adaptation en BD du livre Propos rustiques (1547), histoires drôles de paysans aux alentours de Rennes (en respectant le texte en françois du XVIe) écrites par Noël du Fail (1520-1591) juriste breton célèbre, auteur par ailleurs de Baliverneries d'Eutrapel (1548) et enfin des Contes et discours d'Eutrapel en 1585.
En 2020 paraît Kantikou Nedeleg Cantiques de Noël, recueil de cantiques de Noël bretons avec partitions pour chant et bombarde illustrés par R. Le Honzec aux éditions Ar gedour.
En juin 2021 paraît aux éditions du Triomphe le tome 4 de L'Histoire des troupes de Marine - Depuis 1995 sur tous les fronts sur un scénario du général (2s)de Tonquédec.
En mai 2024 paraît un album "Histoire du Pèlerinage Militaire International de Lourdes" aux éditions Ar Gedour préfacé par Mgr de Romanet, évêque aux armées françaises retraçant l'histoire de ce pèlerinage de 1958 à  nos jours qui rassemble chaque année 10 à 12 000 militaires de jusqu'à 40 Nations.

## Bandes dessinées
- 1986 : Histoire de Corseul
- 1989 : Vendée, éditions Fleurus
- 1990 : Chouannerie, éditions Fleurus
- Histoire de Bretagne, RSE
  - 1991 : Tome I : Les Origines
  - 1992 : Tome II : 830-1341
  - 1993 : Tome III : 1341-1532
  - 1994 : Tome IV : 1532-1763
  - 1995 : Tome V : 1763-1815
  - 1996 : Tome VI : 1815-1914
  - 1997 : Tome VII : 1914-1972
  - 1998 : Tome VIII : 1972-2000
  - 2000 : Tome IX : Bretagne
  - 2000 : Tome X : Histoire de l’Histoire
- Histoire des troupes de Marine, éditions Mémoire d’Europe
  - 1993 : Tome I
  - 1994 : Tome II
  - 1995 : Tome III
- Histoire de France, RSE
  - 1998 : Tome I : Les origines
  - 1999 : Tome II : Des Gaulois aux Gallos-Romains[9]
- 2002 : Saint-Cyr, 200 ans d'histoire, Association pour le bicentenaire
- 2006 : Tome I : Torr' Pen, An Eost
  - 2006 : Tome II : Bonjour les touristes
  - 2007 : Tome III : Et en hiver vous faites quoi ?
  - 2016 Tome I Troupes de Marine (réédition) Ed. du Triomphe
  - 2017 Tome II Troupes de Marine
  - 2018 Tome III Troupes de Marine
- 2019 : Histoire de Keranna Sainte Anne d'Auray, ed Ar Gédour
- 2020 : Propos Rustiques, éditions Atlande
- 2021 Histoire des Troupes de Marine tome IV Le Triomphe
- 2024 Histoire du Pèlerinage Militaire International de Lourdes ed Ar Gédour